# Tri Tchechmi
Tri Tchechmi (en macédonien Три Чешми) est un village de l'est de la Macédoine du Nord, situé dans la municipalité de Chtip. Le village comptait 1065 habitants en 2002.

## Démographie
Lors du recensement de 2002, le village comptait :
- Macédoniens : 933
- Valaques : 126
- Serbes : 5
- Autres : 1